# Nokia 6030
Nokia 6030 – telefon wyprodukowany przez firmę Nokia. Działa w sieciach GSM 900/1800/1900. Model ten nie posiada wbudowanego aparatu fotograficznego. Ładowarka do tego telefonu to ACP-7. Baterią stosowaną w tym telefonie jest BL 5C, która ma pojemność 850 mAh. Komunikację z komputerem zapewnia kabel CA-45.

## Dane techniczne

### Wyświetlacz
- Typ wyswietlacza:TFT
- 65 tysięcy kolorów
- 128x128 px

### Sieci
- 900 GSM
- 1800 GSM

### Wymiary i masa
- 104x44x18 mm
- 90 gramów

### Czas czuwania i rozmowy
- 300 godzin (maksymalny)
- 3 godziny (maksymalny)

### Funkcje/ Możliwości
- pamięć: 2,2 MB
- typ dzwonków: polifoniczne
- tym wiadomości: SMS/MMS
- transmisja danych: 24-36 kbs
- Słownik T9: tak
- Kalkulator: tak
- Budzik: tak
- gry: tak (w systemie Nature Park)
- Zegar: tak
- GPRS: tak
- pozostałe: wbudowany zestaw głośnomówiący, Java MIDP 2.0, WAP 2.0, wymienne obudowy, radio FM

## Dodatkowe
- wysyłanie i odbiór wiadomości multimedialnych (MMS)
- obsługa aplikacji JAVA
- zestaw słuchawkowy – radio